# Tulai Jawara Ceesay
Tulai Jawara Ceesay (geb. im 20. Jahrhundert) ist eine gambische Juristin.

## Leben
Jawara Ceesay studierte Rechtswissenschaft und erhielt 2004 ihre Zulassung als Anwältin für England und Wales. Sie war ein Mitglied der Anwaltskammer Honourable Society of the Middle Temple.
Sie kehrte nach Gambia zurück und arbeitete als Anwältin in den Bereichen Menschenrechte, Arbeitsmigration und Urheberrecht.
Seit etwa Juli 2014 ist sie Leiterin (Executive Director) der gambischen Behörde National Agency Against Trafficking in Persons (NAATIP), deren Ziel die Bekämpfung von Menschenhandel und Zwangsarbeit ist. Jawara Ceesay ist außerdem Vorstandsmitglied der Gambian American Foundation (GAF).